# Aéroport international de Foz do Iguaçu
Ne doit pas être confondu avec Aéroport des chutes d'Iguazú.
L'aéroport international de Foz do Iguaçu / Cataratas (code IATA : IGU • code OACI : SBFI), est l'aéroport desservant Foz do Iguaçu, au Brésil. Il est nommé d'après les chutes d'Iguazu (portugais : Cataratas do Iguaçu) et assure des liaisons aériennes vers les chutes situées dans le parc national de l'Iguaçu. 
Il est exploité par Infraero . 

## Compagnies aériennes et destinations
| Compagnies              | Destinations |
| ----------------------- | --- |
| Azul Brazilian Airlines | São Paulo/Campinas, Curitiba, Montevideo Carrasco En saison: - Belo Horizonte, - Cuiabá (en), - Florianópolis, - Maceió, - Navegantes, - Porto Alegre, - Porto Seguro (en), - Recife, - Salvador de Bahia |
| Gol Transportes Aéreos  | Rio de Janeiro/Galeão, São Paulo/Congonhas, São Paulo/Guarulhos |
| JetSmart Chile          | En saison: Santiago du Chili-A.-M.-Benítez |
| LATAM Brasil            | Curitiba, Rio de Janeiro/Galeão, São Paulo/Congonhas, São Paulo/Guarulhos |

Actualisé le 29/12/2023

## Accidents et incidents
- 18 Août 2000 : un VASP Boeing 737-2A1 immatriculé PP-SMG en route de Foz do Iguaçu vers Curitiba a été pris en otage par cinq personnes dans le but de voler 5 millions de R$ (environ 2,75 millions US$ de l'époque) que l'avion transportait. Le pilote a été forcé d'atterrir à Porecatu où les pirates de l'air ont fui avec l'argent. Personne n'a été blessé[1],[2].

## Accès
L'aéroport est situé à 12 km du centre-ville de Foz do Iguaçu. Un service de bus régulier relie l'aéroport à la ville. 
| \| 200 km1:42 212 000 \| São Paulo-Guarulhos São Paulo-Congonhas Brasília Rio-Galeão Belo Horizonte Campinas Rio-Santos-Dumont Recife Porto Alegre Salvador Fortaleza Curitiba Florianópolis Belém Vitória Goiânia Manaus Navegantes |
| 200 km1:42 212 000 |

## Voir également
- Liste des aéroports du Brésil